# Troy (Míchigan)
Troy es una ciudad ubicada en el condado de Oakland en el estado estadounidense de Míchigan. En el Censo de 2010 tenía una población de 80980 habitantes y una densidad poblacional de 929,42 personas por km².

## Geografía
Troy se encuentra ubicada en las coordenadas 42°35′2″N 83°8′44″O / 42.58389, -83.14556. Según la Oficina del Censo de los Estados Unidos, Troy tiene una superficie total de 87.13 km², de la cual 86.69 km² corresponden a tierra firme y (0.5%) 0.44 km² es agua.

## Demografía
Según el censo de 2010, había 80980 personas residiendo en Troy. La densidad de población era de 929,42 hab./km². De los 80980 habitantes, Troy estaba compuesto por el 74.09% blancos, el 4% eran afroamericanos, el 0.19% eran amerindios, el 19.09% eran asiáticos, el 0% eran isleños del Pacífico, el 0.59% eran de otras razas y el 2.04% pertenecían a dos o más razas. Del total de la población el 2.11% eran hispanos o latinos de cualquier raza.